# Lomtjärnet (Gunnarskogs socken, Värmland, 664935-131275)
Lomtjärnet är en sjö i Arvika kommun i Värmland och ingår i Göta älvs huvudavrinningsområde.